# Sarbia (powiat czarnkowsko-trzcianecki)
Sarbia (pol. hist. Sarb) – wieś w Polsce, położona w województwie wielkopolskim, w powiecie czarnkowsko-trzcianeckim, w gminie Czarnków.

## Integralne części wsi
| SIMC    | Nazwa          | Rodzaj    |
| ------- | -------------- | --------- |
| 1016090 | Huby           | część wsi |
| 1016121 | Kociołki       | część wsi |
| 1006000 | Sarbia-Majątek | część wsi |

## Komunikacja
Przez Sarbię wiodą trasy autobusów PKS Piła, Dawniej istniała również linia kolejowa, jednak została zlikwidowana.

## Oświata
W Sarbi funkcjonuje Szkoła podstawowa, Dawniej funkcjonowala druga szkoła oraz przedszkola.

## Rozrywka
Rozrywkę zapewnia sala wiejska, która daje możliwość grania w tenisa stołowego, dostęp do krytej sali oraz boisko. W ciągu roku organizuje również wiele zabaw oraz dyskotek.

## Bezpieczenstwo
O bezpieczeństwo dba Ochotnicza Straż Pożarna (włączona do krajowego systemu ratowniczego).

## Historia
Miejscowość pierwotnie związana była z Wielkopolską.  Ma metrykę średniowieczną i istnieje co najmniej od końca XIV wieku. Wymieniona została w  łacińskim dokumencie z 1393 jako "Szarbi", 1403 "Sarb", 1486 "Sarp", 1508 "Sarby".
Być może wieś istniała wcześniej. Niektórzy historycy uważają, że zapis pochodzący z Kroniki Janka z Czarnkowa odnotowuje wieś w 1378, kiedy to w czasie wyprawy księcia szczecińskiego Świętobora I w okolice Człopy, zniszczona została wieś "Baloserbye" należąca do sędziego poznańskiego Jana Czarnkowskiego. Według tej teorii nazwa ta jest połączeniem nazwy dwóch wsi leżących w dobrach czarnkowskich: Białej i Sarbii. Z kolei według nieopublikowanej hipotezy Ryszarda Walczaka określenie to odnosić się mogło raczej do wsi "Balster" (obecnie Biały Zdrój) leżącej 5 km na południowy wschód od Kalisza Pomorskiego.
Miejscowość była wsią szlachecką leżącą w dobrach czarnkowskich i należącą do lokalnej szlachty wielkopolskiej z rodu Czarnkowskich herbu Nałęcz III. W 1508 leżała w powiecie poznańskim Korony Królestwa Polskiego w parafii czarnkowskiej.
Pierwszy zapis bez wątpienia związany z miejscowością pochodzi z 1393 kiedy to Wincenty z Czarnkowa został pozwany przez Jana ze Strzałkowa w powiecie pyzdrskim o 40 grzywien szkód, które Jan poniósł, gdy Wincenty zastawił mu Sarbię.
Zapis ze źródeł kościelnych pochodzący z 1403 mówi o tym, że biskup poznański Wojciech Jastrzębiec przeznaczył różne dziesięciny m.in. z Sarbi, dla wikariuszy katedry poznańskiej. W 1406 papież Grzegorz XII zatwierdził tę darowiznę.
W latach 1486 i 1496 wieś odnotowano jako znajdującą się w posiadaniu Czarnkowskich. W 1507 bracia kasztelan bydgoski Maciej Czarnkowski oraz kasztelan przemęcki Sędziwój Czarnkowski dokonali podziału majętności czarnkowskich w wyniku czego wieś Sarbia została zapewne podzielona na dwie równe części. W 1556 Wojciech Czarnkowski syn Sędziwoja otrzymał m.in. część Sarbi od brata Stanisława Sędziwoja Czarnkowskiego. W 1557 Wojciech Czarnkowski syn Macieja w działach z braćmi otrzymał m.in. części w Sarbi w dobrach czarnkowskich.
Miejscowość odnotowano również w historycznych rejestrach poborowych dzięki czemu zachował się XVI wieczny obraz wsi. W 1508 wieś zapłaciła  wiardunki wojenne z 16 półłanków oraz dwóch karczm. W 1509 zapłacono pobór z 16 półłanków, 2 karczm oraz od sołtysa z 1,5 łana. W 1553 synowie braci Macieja Czarnkowskiego oraz Sędziwoja Czarnkowskiego zapłacili pobór od dwóch części Sarbi. W 1563 Wojciech Czarnkowski syn Macieja kasztelana śremskiego zapłacił pobór ze swojej części Sarbi od 4 i 1/4 łana, jednego łana sołtysiego oraz od karczmy i 12 kołodziejów. W 1577 pobór podatkowy zapłacili z dwóch części Sarbi Wojciech Czarnkowski syn kasztelana rogozińskiego Macieja oraz Wojciech Sędziwój Czarnkowski syn starosty generalnego Wielkopolski Sędziwoja Czarnkowskiego. W 1580 miał miejsce pobór z dwóch części Sarbi. Od 9 półłanków, jednego łana sołtysiego, dwóch zagrodników oraz karczmy z rolą zapłaciła Jadwiga Czarnkowska wdowa po Wojciechu Sędziwoju. Natomiast Barbara Rogozińska wdowa po kasztelanie rogozińskim Wojciechu Czarnkowskim zapłaciła od 4 łanów, dwóch zagrodników oraz karczmy z rolą.
Wieś szlachecka Sarb położona była w 1580 roku w powiecie poznańskim województwa poznańskiego w Rzeczypospolitej Obojga Narodów.Wskutek II rozbioru Polski w 1793, miejscowość przeszła pod władanie Prus i jak cała Wielkopolska znalazła się w zaborze pruskim.
Początkowo Sarbia należała do rodu Czarnkowskich. Od połowy XVII w. dobra Czarnkowskich zostały częściowo podzielone na kilka mniejszych majątków ziemskich, należących do różnych właścicieli. I tak Sarbia należała do rodziny Gębickich. Według źródeł niemieckich z końca XVIII w. wymienia się Sarbię jako wieś liczącą ok. 1000 mieszkańców, na równi z Kruszewem. Na przestrzeni XIX wieku zmienili się kolejni właściciele poszczególnych majątków ziemskich. Czarnków oraz majątek Sarbia należał do Swiniarskich.
W dawnych wiekach wieś otaczały ogromne lasy, które od strony północno-zachodniej łączyły się z Puszczą Notecką. Wieś znana była ze względu na swe położenie przy starych traktach z Czarnkowa do Chodzieży z odgałęzieniem do Ujścia – Piły oraz do Gębic – Huty. Droga przez Sarbię była dawną drogą pocztową, którą dyliżans przewoził pocztę i podróżnych. Trwało to do 1.04.1913, kiedy to uruchomiono linię (Krzyż - Bzowo Goraj - Czarnków - Sarbia - Ujście - Piła) i stację kolejową. Niestety linia kolejowa nie doczekała dzisiejszych czasów, linia została zamknięta w roku 1994 (finalnie, bo dla przewozów pasażerskich nastąpiło to w roku 1989), a następnie częściowo rozebrana (na odcinku Czarnków - Mirosław Ujski, planowo bądź nie, w okolicach dawnej stacji Sarbia tory dalej leżą, choć są zdewastowane i zarośnięte). Agencja pocztowa w Sarbi istniała już wcześniej. Drogi w obecnym kształcie wytyczono i pobudowano w roku 1883.
Pomimo że wieś Sarbia ma długą historię, wskutek częstych pożarów nie zachowały się zabytki starego budownictwa. Jeszcze w latach 60. XX w. istniało kilka glinianych chat, krytych słomą, pochodzących z pierwszej połowy XIX w. położonych w środku wsi za stawem, pod numerami: 13, 20, 27, 28, 29. Jedyny najstarszy wybudowany jako pierwszy mieszkalny budynek majątku, liczący ponad 200 lat, znajduje się w Sarbce pod obecnym nrem 38.
Na przełomie XIX i XX w. w wyniku rozparcelowania majątków przez niemiecką Komisję Kolonizacyjną w latach 1906-1908 w następstwie tego powstała typowo niemiecka osada Sarbka, w której to gospodarstwach osadzono przybyszów z głębi Niemiec. W tym okresie (w 1905 r.) wybudowano w Sarbce budynek obecnego Nadleśnictwa. W pewnych okresach Polski międzywojennej służył on jako miejsce odpoczynku i kwatera dla wysokich dygnitarzy państwowych. Gościł tu prezydent państwa Ignacy Mościcki i jego zagraniczni goście, którym urządzano specjalne polowania na grubą zwierzynę w ówczesnym rezerwacie leśnictwa Marunówko. Na ten czas przywożono specjalnie wyposażenie budynku – urządzenia i meble z zamku w Poznaniu. Natomiast na bocznicy kolejowej stacji Sarbia stały specjalne wagony sypialne dla tej części gości, których nie pomieścił budynek nadleśnictwa. W okresie przed I wojną światową powstał również budynek przy cmentarzu w części wykorzystywany na tzw. kostnicę oraz w części wykorzystywany od 1915 r. do lat 70. jako remiza Ochotniczej Straży Pożarnej w Sarbce. We wsi działała dawniej gorzelnia, wiatrak oraz 3 cegielnie. Na terenie sołectwa Sarbi, Sarbki występują stanowiska archeologiczne z okresu Kultury Łużyckiej.
Na atrakcyjność terenów leśnych nadleśnictwa rzutuje dobrze rozwinięta infrastruktura turystyczna i komunikacyjna. Na terenie znajduje się leśna ścieżka dydaktyczna długości ok. 5,3 km. Ścieżka posiada 18 przystanków. Na ścieżce można zobaczyć: zalesienia śródpolne, sztuczne i naturalne odnowienia lasu oraz fazy jego rozwoju. Przedstawione są pomniki przyrody, mrowiska, ptaki leśne oraz urządzenia łowieckie. Z ciekawych okazów fauny zaobserwować można dzięcioła czarnego i zielonego, kraskę, dudka, czaplę, wzdłuż drogi gniazduje bocian biały. Z grubszej zwierzyny zobaczyć można znaczne ilości dzików, saren i jeleni. Osobliwością faunistyczną rezerwatu są bóbr europejski i wilk.
Wsie Sarbia i Sarbka mają charakter typowo rolniczy. Sarbię zamieszkiwała ludność pochodzenia polskiego. Do 1939 r. było ok. 10 gospodarzy niemieckich, którzy przeważnie zamieszkiwali na wybudowaniach. Sarbka była zasiedlona przez gospodarzy niemieckich. Głównym źródłem dochodu ludności była hodowla bydła i trzody chlewnej. Hodowli sprzyjało posiadanie łąk nadnoteckich, a w Sarbce łąk i pastwisk koło nadleśnictwa. Kiedyś, gdy istniał w Sarbce majątek, musiała tam być prowadzona na większą skalę hodowla owiec. Do niedawna budynki, które w latach 60. XX w. strawił pożar, nazywano mianem „owczarnia”.
24.08.1939 w wyniku mobilizacji liczna grupa zdolnych do służby wojskowej mężczyzn ochotnie pospieszyła, by wziąć udział w obronie granic. Rodziny polskich pracowników i większość gospodarzy na skutek szerzonej wrogiej propagandy, ruszyły na wozach w głąb kraju, docierając częściowo nawet w okolice stolicy. Po ustaniu walk ludzie zaczęli powracać do swoich domów. Zaczęły się szykany i prześladowania ze strony okupanta. Celowali w tym przeważnie miejscowi Niemcy. Za „urojone” krzywdy poczęli wyżywać się na Polakach w myśl słów osławionego gauleitera Greisera: „My panami, a wy naszymi sługami”. Pierwszą ofiarą został Wacław Konieczny z Sarbi, którego bestialsko zamordowano i zagrzebano na polu pod lasem. Liczne były ofiary szykan. Przede wszystkim tutejszych gospodarzy w brutalny sposób wysiedlono nocą do Generalnego Gubernatorstwa lub wywieziono na roboty przymusowe w głąb Niemiec. W ich miejsce osiedlono repatriantów pochodzenia niemieckiego z krajów nadbałtyckich, później znad Wołgi i Morza Czarnego. Nieliczni Polacy pozostali, aby służyć im jako przymusowi robotnicy.
Po południu 23 stycznia 1945 r., kiedy Czarnków zatłoczony był jeszcze uciekinierami, pierwsze radzieckie czołgi od strony Chodzieży dotarły do Sarbi. Szybko zlikwidowano opór grupy żołnierzy niemieckich. Po krótkim powitaniu i postoju we wsi czołgi ruszyły dalej w kierunku Czarnkowa. Nastała oczekiwana wolność. Celem zabezpieczenia w wielu przypadkach bezpańskiego mienia zorganizowano Milicję Obywatelską, którą Rosjanie zaopatrzyli w zdobytą na Niemcach broń. Wybrano też pierwszych przedstawicieli władzy na tutejszym terenie. Pierwszym sołtysem Sarbi został Bronisław Szkoda, a w Sarbce Bernard Cieślik.
Po zakończeniu wojny wracają Polacy z wygnania i byli żołnierze z niemieckiej niewoli, obejmują ponownie swoje gospodarstwa. Z ziemi pomajątkowej w Sarbi zorganizowano Państwowe Gospodarstwo Rolne. Celem obsadzenia jeszcze wolnych gospodarstw w Sarbi i Sarbce zostały one zasiedlone przez mieszkańców ze wschodnich terenów dawnej Polski (obecna Ukraina). Następuje poprzez różne formy działalności społecznej oraz wzajemnych osobistych powiązań, pełna integracja przybyłych Polaków ze starą miejscową społecznością. Wieś stała się jednonarodowa. Nastąpił bujny rozkwit szkolnictwa.
Pierwsza szkoła stała obok dzisiejszej przy drodze. Późniejszym budynkiem szkolnym był dom, który służył jako mieszkanie kierownika szkoły. Obecny budynek szkolny pobudowano krótko przed I wojną światową. W tym czasie istniały dwie odrębne szkoły: szkoła katolicka w Sarbi i ewangelicka w Sarbce, każda o jednym nauczycielu. Po zakończeniu wojny i ustaniu walk powstańczych, utworzono w roku 1919 jedną szkołę z siedzibą w Sarbi o dwóch nauczycielach, z oddzielnym oddziałem niemieckim. Pierwszym polskim kierownikiem szkoły został Leonard Strzelczok, a po nim objął szkołę Henryk Bartoszek. Z powodu zmniejszonej liczby dzieci, z rokiem szkolnym 1936/37 zlikwidowano oddział niemiecki, więc szkoła stała się całkowicie polską o dwóch nauczycielach, dzieci było sześćdziesięcioro.
Zrozumiałym jest, że szkoła leżąca przy krzyżówce ważnych dróg komunikacyjnych, ucierpieć musiała w czasie działań wojennych bardzo poważnie. Budynek szkolny i mieszkanie przyszkolne służyły jako kwatera dla uciekinierów niemieckich, a następnie różnych oddziałów wojskowych. Kiedy zdecydowano o zorganizowaniu nauki okazało się, że prócz kilku szaf i ławek nie pozostało z urządzeń nic. Z zapałem zabrano się do prac porządkowych. Nauczania podjęła się Natalia Szkodówna, z zawodu wychowawczyni przedszkolna. Po otwarciu 28 marca 1945 odbyły się pierwsze lekcje w języku polskim. Liczba uczniów wynosiła 51 osób. Z dniem 28 marca 1945 powrócił i objął ponownie urzędowanie kierownik szkoły Henryk Bartoszek. Odtąd zorganizowano naukę w dwóch klasach. Liczba dzieci stale wzrastała i już w roku szkolnym 1946/47 nauka odbywała się w 7 klasach. Od 1958 r. w Szkole Podstawowej w Sarbi zorganizowano dwuletnią Szkołę Przysposobienia Rolniczego dla młodzieży, która po ukończeniu szkoły podstawowej pozostawała na wsi.
Z powodu piętna dwóch wojen i zmieszania z ludnością niemiecką, wiele dawniej istniejących pięknych zwyczajów wyginęło. Jeszcze przed II wojną światową starsza młodzież w Sarbi oprowadzała w święto wielkanocne, zbierając przy tym datki, tzw. „niedźwiedzia”, tj. postać całkowicie okrytą słomą. Zwyczaj ten prawdopodobnie przypominać miał jakiś starosłowiański obrzęd budzenia się wiosny. W wieczór wigilijny starzy gospodarze obwiązywali drzewo owocowe słomianą opaską, co miało dodatnio wpłynąć na urodzaj. Natomiast w święto Trzech Króli, młodzież chodziła po domach przebrana w różne symboliczne postacie. Wśród nich dominował król Herod ze swym dworem, dalej występowała śmierć z kosą i diabeł. Dawano jakby małe przedstawienie, które kończyło się groźną sceną porwania Heroda przez diabła. Aktorów darzono obfitymi datkami. Również w czasie Bożego Narodzenia przeważnie dzieci chodziły po domach z szopką, śpiewając przy tym kolędy. Zanikł już też zwyczaj polewania się wodą w drugie święto wielkanocne, tzw. „śmigus dyngus”.
W latach 1975–1998 miejscowość należała administracyjnie do województwa pilskiego.